# 瑪羅麗·考特內-拉蒂邁

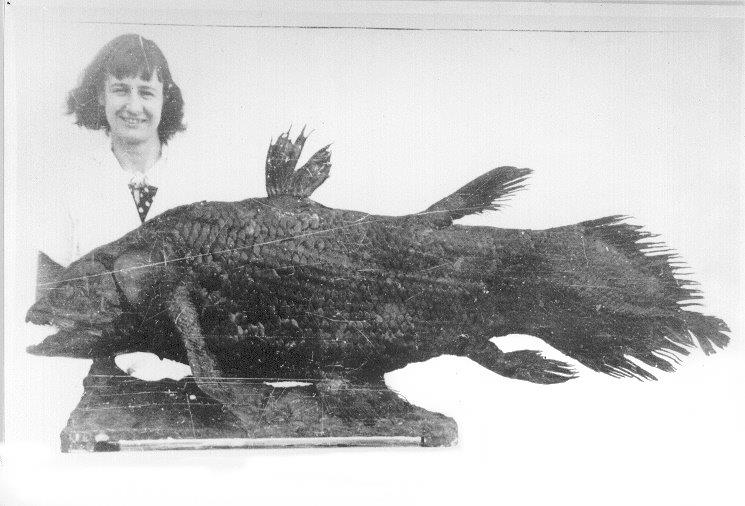
瑪羅麗交付的腔棘鱼

瑪羅麗·艾琳·桃瑞斯·考特內-拉蒂邁（英語：Marjorie Eileen Doris Courtenay-Latimer，1907年2月24日—2004年5月17日）是一名南非博物馆员，出生于南非東倫敦，后在当地的东伦敦博物馆工作，在1938年將存活的腔棘鱼交給詹姆斯·里奧納多·布萊爾利·史密斯 ( J. L. B. Smith) 鑒定，詹姆斯用拉蒂邁的姓命名了此魚。

## 作品
- Gray's Beaked Whale, Mesoplodon Grayi. Annals of the Cape Provincial Museums Vol.3 1963.